# Jörg Schuldhess
Jörg Shimon Schuldhess (né Jörg Anton Schulthess) (né le 4 juin 1941 à Bâle et mort le 15 juin 1992 à Bâle) fut un dessinateur, peintre, graphiste et écrivain suisse.

## Biographie
Après la scolarité obligatoire Schuldhess souhaitait faire un apprentissage auprès d’un sculpteur mais ses parents l’orientèrent vers une formation commerciale. Après avoir terminé cette formation il apprit les bases de la peinture auprès du peintre bâlois Max Kämpf, en particulier le dessein du corps humain. En 1963 il fit sa première exposition. Durant cinq ans il reçut un soutien de l’organisation « Patis » fondée en 1964. Seul ou avec des peintres de sa génération il organisa des événements et des actions diverses. En 1967 il fonda avec Kurt Fahrner et d’autres jeunes peintres bâlois un groupe baptisé Farnsburg (« Farnsburggruppe ») dont le but était de conférer des possibilités d’émancipation à la nouvelle génération de peintres indépendamment de l’art établi.
Schuldhess a produit des huiles sur toile et sur papier, créa des instruments de musique, des céramiques et des sculptures. Il publia des livres avec des reproductions d’images et des textes.
Schuldhess vécu la plupart du temps dans la région de Bâle (Suisse), quelques années en Italie du Nord et quelques mois en Espagne. Il voyagea dans les cinq continents et exposa dans de nombreux pays. Dans les dernières années de sa vie il concentra son activité sur l’Inde et la Chine. Il décéda durant la préparation d’expositions à Goa (Inde) et à Jinan (Chine).
Ayant au sein de sa famille des origines juives italiennes, Schuldhess se rapprocha du judaïsme et se convertit à cette religion en 1968. Ultérieurement cependant il se rapprocha toujours plus de l'hindouisme, de Râmakrishna et du Jainisme. Sa production artistique fut bien sûr fortement influencée par ces deux phases successives de son cheminement philosophique.

## Expositions
- 1967 : Farnsburggruppe, Restaurant Farnsburg, Bâle.
- 1970 : Retrospektive, Old Bezalel-Museum, Jérusalem.
- 1972 : Yoseido Gallery, Tokyo.
- 1977 : International Monetary Fund Visitor’s Center, Washington.
- 1986 : Nieve sobre Palestina, Alhambra, Grenade.
- 1988 : Minzu Palast (Cultural Palace of Minorities), Pékin.
- 1988 : Auf Abel das Kainszeichen, Gymnasium Bodenacker, Liestal.
- 1990, 1993 : Academy of Fine Arts, Calcutta.
- 1988, 1990, 1991 : Taj Art Gallery, Bombay.
- 1993 : Jörg Shimon Schuldhess-Arthur Rimbaud, Rencontre Spirituelle, Addis Abeba Hilton, Addis-Abeba.
- 1993–1994 : Kali. Visionen der Schwarzen Mutter, Völkerkundemuseum der Stadt Zürich, Zurich.
- 1974, 1982, 1995 : Galleria Comunale, Portogruaro.
- 2000 et 2003 : Ein vernehmbares Selbstgespräch, Dichtermuseum Liestal, Liestal.
- 2004 : Face to Face with Truth, Nationalgalerie Kuala Lumpur, Kuala Lumpur.
- 2007 : 1967 – Eine Ausstellung zur Basler Farnsburggruppe, Ausstellungsraum Klingental, Bâle.

## Prix
- 1966 : Bourse d’art de la ville de Bâle (aussi en 1968, 1969, 1970, 1976, 1978 et 1981)
- 1967 : Prix de la Commission fédérale de l’art
- 1968 : Prix fédéral des beaux-arts (Eidgenössischer Preis für freie Kunst) (aussi en 1969)

## Publications
- Tagebuch und Briefe. I.–IV. Teil. Patis, Basel 1967–1969.
- Tränen auf Glas. Hanns-Joachim-Starczewski-Verlag, Höhr-Grenzhausen 1973.
- Beitrag in: Hans-Alfred Herchen (Hrsg.): Autoren-Werkstatt, Anthologie. R. G. Fischer-Verlag, Frankfurt 1983,  (ISBN 3-88323-432-X), S. 245-261.
- Serie: Auf Abel das Kainszeichen. Bd. I–V. Patis, Basel 1985–1988,  (ISBN 3-907521-01-3).
- Si, si, si, flores, si. Patis, Basel 1991.
- Nie im Himmel, also doch auf Erden – Radice. Patis, Basel 1993.